# کنود یاکوبسن
کنود یاکوبسن (انگلیسی: Knud Jacobsen; ۲۶ مهٔ ۱۹۱۴ – ۲۹ دسامبر ۱۹۸۷) دوچرخه‌سوار اهل دانمارک بود.